# Complex de llançament 13
El complex de llançament 13 (LC-13) va ser el conjunt de grans instal·lacions dins del Centre Espacial John F. Kennedy situat a Cap Canaveral, Florida (EUA), el tercer més al sud dels complexos de llançament originals coneguts com a Missile Row, que ve entre el LC-12 i LC-14. El LC-13 actualment està arrendat per SpaceX i ha estat renovat per al seu ús com a Landing Zone 1 i Landing Zone 2, la zona d'aterratge de la costa est de les etapes primàries dels vehicles de llançament Falcon 9 i Falcon Heavy.
LC-13 va ser utilitzat originalment per als llançaments de prova del SM-65 Atlas i posteriorment per al llançament d'Atlas operatius de 1958 a 1978. Va ser la que més s'ha utilitzat i més llarg dels quatre complexos Atlas originals. Va estar inactiu entre 1980 i 2015.
El 16 d'abril de 1984, es va afegir al Registre Nacional de Llocs Històrics dels Estats Units; no obstant això, no es va mantenir i es va deteriorar progressivament. El 6 d'agost de 2005, la torre de servei mòbil va ser enderrocada com a precaució de seguretat deguda a danys estructurals per corrosió. El fortí militar va ser demolit el 2012.
LC-13 estava en propietat del Govern dels EUA i va ser originalment controlat per la Forces Aèries dels Estats Units d'Amèrica. Va ser transferit a la NASA el 1964 i va tornar a la Força Aèria el 1970. El gener de 2015, el sòl i les instal·lacions restants del LC-13 van ser arrendades a SpaceX per cinc anys.